# بيت صبر (الطويلة)

تعديل مصدري - تعديل

بيت صبر هي إحدى قرى عزلة بني الخياط بمديرية الطويلة التابعة لمحافظة المحويت، بلغ تعداد سكانها 108 نسمة حسب تعداد اليمن لعام 2004.